# I'm Stepping Out
I'm Stepping Out è il terzo singolo estratto dall'ultimo album di John Lennon e Yōko Ono Milk and Honey uscito postumo dopo la morte di Lennon e rimasto parzialmente incompiuto. Nella canzone, Lennon celebra il suo entusiasmo per la vita notturna di New York City e il suo ritorno alla mondanità, facendo ironici accenni al suo passato periodo da "casalingo". Il singolo raggiunse la posizione numero 88 in classifica in Gran Bretagna e la 55ª posizione della classifica Billboard Hot 100 negli Stati Uniti.
La B-side è il brano Sleepless Night di Yoko Ono.

## Tracce singolo
1. I'm Stepping Out - 4:06
2. Sleplees Night (Yoko Ono) - 2:34

## Formazione
- John Lennon - voce, chitarra ritmica
- Earl Slick, Hugh McCracken - chitarra solista
- Tony Levin - basso
- George Small - tastiere
- Andy Newmark - batteria
- Arthur Jenkins - percussioni